# Kavli
Kavli Holding AS eller Kavli er en norsk fødevarevirksomhed, der producerer og markedsfører forskellige fødevarer under Kavli-mærket. Virksomheden blev etableret i 1893 af Olav Kavli.
Kavli har i dag produktion i Norge, Sverige, Finland og Storbritannien. Til koncernen hører blandt andet Q-Meieriene som producerer og markedsfører mælkeprodukter under mærket Q. O. Kavli AS producerer kaviar og smøreost på koncernens fabrik i Bergen. Primula er et andet af Kavli-koncernens mærker, det blev registreret i forbindelse med lanceringen af smøreost i 1924. Kavli Holding AS har hovedkontor i Bergen, og er ejet af Kavlifondet (O. Kavli og Knut Kavlis Almennyttige Fond), som blev oprettet i 1962 af Knut Kavli, Olav Kavlis søn.